# 普鲁登特·德·莫拉伊斯
普鲁登特·若泽·德·莫拉伊斯-巴罗斯（葡萄牙語：Prudente José de Morais e Barros，葡萄牙語發音：[pɾuˈdẽtʃi ʒoˈzɛ dʒi moˈɾajs i ˈbaʁus]，1841年10月4日—1912年12月3日），巴西总统（根据巴西的1891年宪法，首次由民众直接投票当选的第一位平民）。他的任期的标志是卡努杜斯农民战争，他还面临同葡萄牙解体的外交关系，由英國维多利亚女王调解才能够达成和平。
此前他是圣保罗州州长。普鲁登特总统城就是以他命名。
| 前任： 佩绍托 | 巴西总统     | 繼任： 坎波斯·萨莱斯                         |
| 前任： 无     | 圣保罗州州长 | 繼任： 若热·提维里萨·皮拉提宁加(Piratininga) |